# Kampania nowojorska
Kampania nowojorska – seria potyczek w czasie wojny o niepodległość Stanów Zjednoczonych stoczonych pomiędzy lipcem 1776 r.  a marcem 1777 r., mających na celu uzyskanie kontroli nad Nowym Jorkiem i New Jersey. Głównym dowódcą strony brytyjskiej był generał William Howe, a Armią Kontynentalną dowodził Jerzy Waszyngton. W trakcie walk Howe wyparł Waszyngtona z Nowego Jorku, lecz na skutek zbytniego rozciągnięcia frontu nie zdołał na stałe opanować New Jersey. Dzięki wygranej Brytyjczycy do końca wojny korzystali z nowojorskiego portu jako bazy wypadowej do ekspedycji przeciw siłom rebeliantów.
Wylądowawszy 3 lipca 1776 na Staten Island, bez napotkania oporu, Howe zebrał armię złożoną z oddziałów wycofanych z Bostonu w marcu – po nieudanej próbie utrzymania miasta – oraz innych oddziałów brytyjskich i żołnierzy heskich. Waszyngton dysponował zarówno wojskami z Nowej Anglii, jak i stanów południowych. Wylądowawszy w sierpniu na Long Island, Howe pobił go w bitwie, lecz Armii Kontynentalnej udało się uciec na Manhattan pod osłoną nocy i mgły. Wojska Waszyngtona przegrały kolejne potyczki (z wyjątkiem bitwy na wzgórzach Harlemu) i zostały wyparte ku White Plains. Howe powrócił na Manhattan, aby pobić siły pozostawione przez Waszyngtona na północy wyspy.
Waszyngton z większą częścią armii przekroczył rzekę Hudson, kierując się na New Jersey i kontynuował wycofywanie się przez Delaware do Pensylwanii, tracąc po drodze wielu ludzi z powodu dezercji, niskiego morale i kończących się okresów zaciągu. Howe odesłał oddziały na kwatery zimowe w grudniu, ustanawiając ciąg placówek wojskowych od Nowego Jorku do Burlington. Waszyngton, przekroczywszy Delaware, pobił Brytyjczyków pod Trenton, co ogromnie podniosło morale „patriotów” i zmusiło Howe’a do wycofania się z placówek z powrotem do New Brunswick oraz na wybrzeże w pobliżu Nowego Jorku. Waszyngton założył obóz zimowy w Morristown. Podczas kolejnych miesięcy zimy dochodziło do małych potyczek w ramach tzw. „wojny furażowej”.
Brytyjczykom udało się utrzymać Nowy Jork oraz tereny przyległe do końca wojny w 1783 roku. W 1777 roku Howe rozpoczął kampanię, której celem było zdobycie Filadelfii, pozostawiając zarząd Nowego Jorku Henry’emu Clintonowi, podczas gdy generał John Burgoyne podjął próbę zdobycia kontroli nad doliną Hudsonu, która zakończyła się klęską pod Saratogą. W północnym New Jersey do końca wojny dochodziło do potyczek między oboma stronami.

## Tło
Kiedy w kwietniu 1775 roku wybuchła wojna o niepodległość Stanów Zjednoczonych, oddziały brytyjskie zostały oblężone w Bostonie. Przy wysokich stratach udało się im pokonać siły „patriotów” pod Bunker Hill. Kiedy wieści o tym dotarły do Londynu, generał William Howe oraz minister kolonii George Germain, zdecydowali o konieczności przeprowadzenia „zdecydowanej akcji” przeciw Nowemu Jorkowi, przy użyciu sił rekrutowanych z imperium brytyjskiego oraz księstw niemieckich.
Jerzy Waszyngton, świeżo mianowany przez II Kongres Kontynentalny naczelnym dowódcą, podzielał przekonanie ogółu „patriotów” co do „nieskończonej ważności” Nowego Jorku. W związku z tym, nim wyruszył ku Bostonowi, rozpoczął organizowanie kompanii wojskowych w okolicy miasta. W styczniu 1776 roku Waszyngton rozkazał generałowi Charlesowi Lee zmustrowanie oddziałów i zajęcie się obroną Nowego Jorku. Lee zdołał umocnić pozycje obronne miasta, nim pod koniec marca 1776 roku dotarły doń wiadomości, iż brytyjska armia opuściła Boston zagrożona przez ufortyfikowane pozycje na wzgórzach Dorchester Heights. Przypuszczając, iż Howe pożegluje bezpośrednio do Nowego Jorku, Waszyngton gromadził regimenty z Bostonu, w tym te pod komendą generała Israela Putnama (Putnam dowodził wszystkimi oddziałami do czasu, gdy w połowie kwietnia zastąpił go Waszyngton). Pod koniec kwietnia Waszyngton wysłał sześć regimentów pod Johnem Sullivanem, aby wsparły słabnącą inwazję na Kanadę.

George Washington, pędzla Adolf Ulrik Wertmüller

Howe, zamiast ruszyć na Nowy Jork, wycofał armię do Halifaxu w Nowej Szkocji, by przegrupować się i poczekać na przybywające z Europy transporty żołnierzy. W czerwcu nie czekając na pozostałe oddziały, pożeglował do Nowego Jorku z 9 tysiącami ludzi. Niemieckie oddziały pochodzące głównie z Hesji-Kasselu, jak również brytyjskie oddziały z nieudanej ekspedycji Henry’ego Clintona do Karoliny Północnej i Południowej, miały spotkać się z flotą Howe’a, kiedy ta dotrze do Nowego Jorku. Brat generała, admirał Richard Howe, dotarł do Halifaxu z dodatkowymi transportami wojskowymi już po jego wypłynięciu i natychmiast ruszył za nim.
2 lipca, po dotarciu do zewnętrznej przystani Nowego Jorku, jego flota pożeglowała ku cieśninom między Staten a Long Island. Tego samego dnia rozpoczął się desant na pierwszą z wysp. Waszyngton dowiedział się od jeńców, iż Howe dysponował 10 tysiącami ludzi i mógł liczyć na kolejne 15. Waszyngton sam dysponował 19 tysiącami ludzi, lecz brakowało mu dokładnych informacji co do planów i liczebności wroga. W związku z tym podzielił oddziały, aby obsadzić fortyfikacje na Long Island, Manhattanie oraz w innych miejscach na kontynencie, a prócz tego założył „lotny obóz” w północnym New Jersey. Miał być w nim skupione siły rezerwowe do wspierania operacji prowadzonych wzdłuż wybrzeża Hudsonu.

## Upadek Nowego Jorku

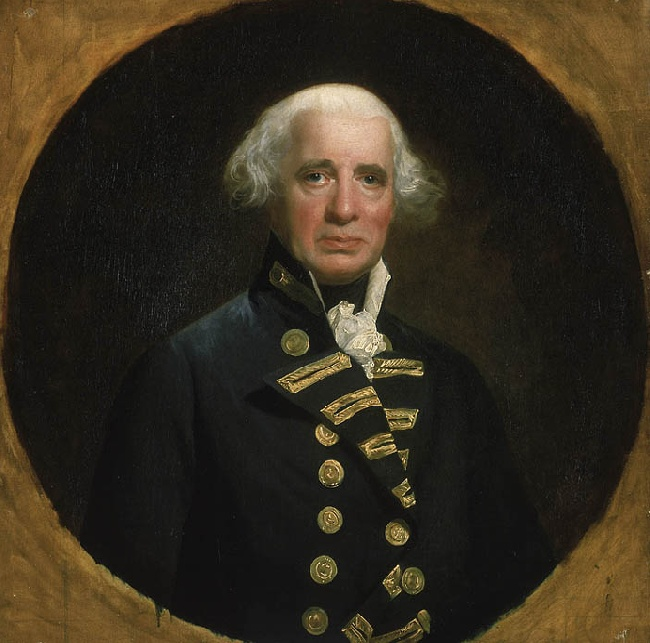
Admirał Richard Howe

Bracia Howe zostali mianowani przez brytyjski parlament komisarzami pokoju – otrzymali ograniczone prawa do starania się o pokojowe rozstrzygnięcia konfliktu. Król Jerzy III nie był optymistycznie nastawiony do takiego rozwiązania; twierdził wszakże, iż „należy próbować, jednocześnie nie ustając w rozwiązaniach siłowych”. Możliwości działania Howe’ów były ograniczone do „ogólnych i specjalnych aktów łaski” oraz „naradzania się z każdym z podmiotów Jego Królewskiej Mości”. 14 lipca, w myśl powyższych praw, admirał Howe posłał list do „Jerzego Waszyngtona, Esquire'a”. Adiutant tego ostatniego uprzejmie poinformował posłańca, iż nie ma w armii nikogo z takim tytułem. Admirał był mocno rozgniewany odmową. Drugi list, adresowany do „Jerzego Waszyngtona, Esq., itd.”, również został odrzucony, jednak posłańcowi polecono przekazać, iż Waszyngton przyjmie adiutanta Howe’a. Bezowocne spotkanie odbyło się 20 lipca; w jego trakcie Waszyngton zaznaczył, iż plenipotencje braci Howe’ów nie mają zastosowania, jako że rebelianci nie zrobili niczego wymagającego amnestii.
Pod koniec sierpnia Brytyjczycy przetransportowali około 22 tysięcy ludzi (w tym 9 tysięcy żołnierzy heskich) na Long Island. 27 sierpnia 1776 roku doszło do bitwy, a wojska brytyjskie znalazły się na rebelianckiej flance, wypierając wroga na ufortyfikowane Brooklyn Heights. Generał Howe obległ umocnienia, lecz Waszyngton nocą wycofał wojska na Manhattan przez niebronioną przeprawę na East River. Howe zatrzymał marsz, aby umocnić pozycje i zaplanować dalsze posunięcia.

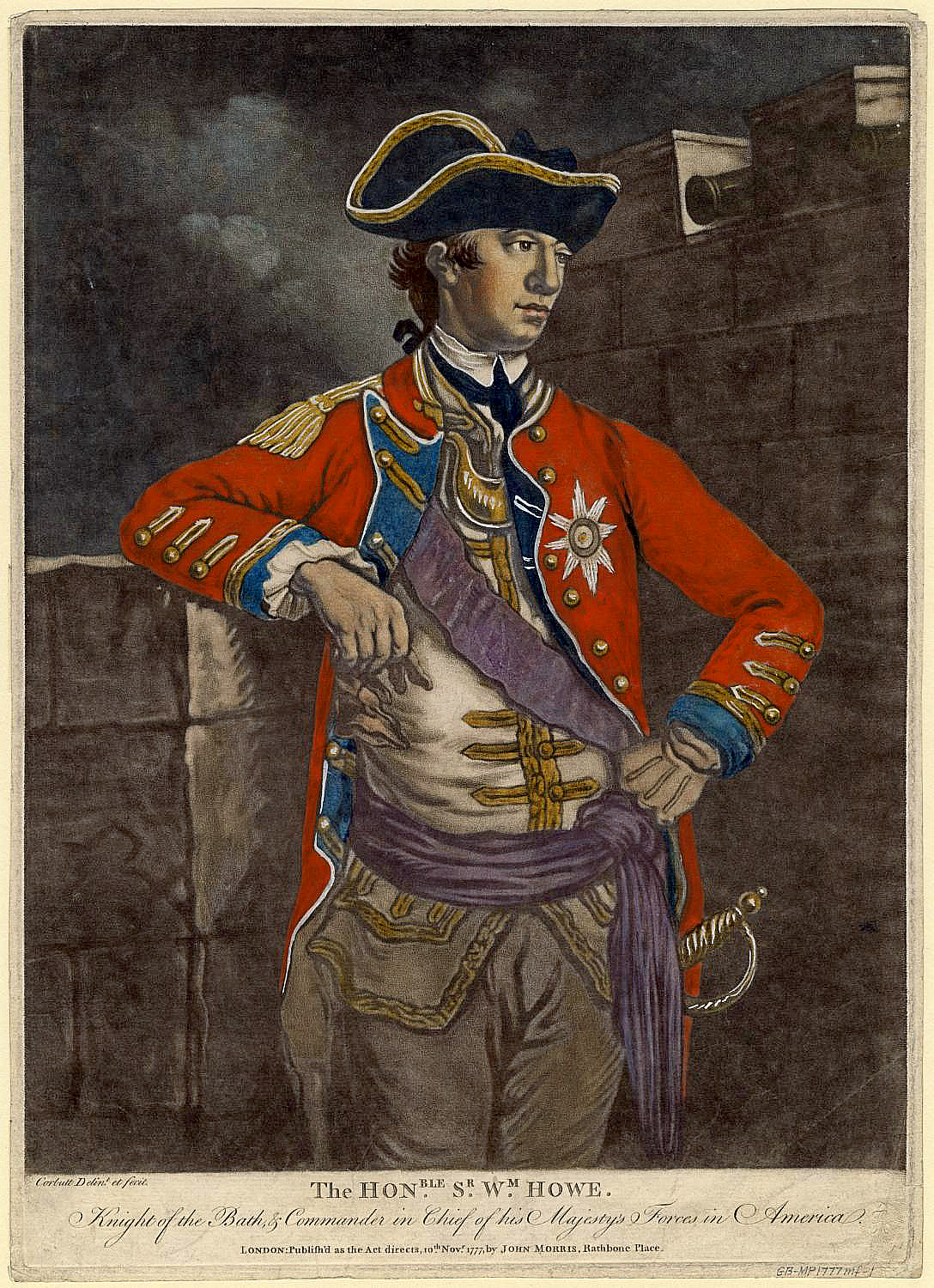
Generał William Howe

Podczas bitwy Brytyjczycy zdołali pojmać generała Sullivana. Admirał Howe przekonał go do przekazania obradującemu w Filadelfii Kongresowi wiadomości i wypuścił na słowo honoru. 2 września Sullivan przekazał Kongresowi, iż Howe posiada szerokie plenipotencje (szersze niż w rzeczywistości) i pragnie negocjować. Kongres stanął wobec dyplomatycznego problemu – odrzucenie propozycji mogłoby zostać uznane za postawę agresywną przez niektórych delegatów. W związku z powyższym reprezentanci nie spodziewali się przełomu i zgodzili na wysłanie komitetu. 11 września na Staten Island odbyła się konferencja pokojowa, podczas której bracia Howe spotkali się z Johnem Adamsem, Benjaminem Franklinem i Edwardem Rutledgem. Jej wynik – odrzucenie propozycji strony brytyjskiej – był dokładnie taki jak przewidział Kongres.
W tym czasie Waszyngton, obowiązany przez Kongres do utrzymania Nowego Jorku, przypuszczał, że wywinąwszy się z jednej zasadzki, wpadł w drugą – znajdująca się na Manhattanie armia była łatwa do okrążenia. Aby umożliwić sobie ucieczkę na północ, zostawił w dolnej części Manhattanu 5 tysięcy żołnierzy, a resztę wojsk poprowadził na wzgórza Harlemu. W jednej z pierwszych zarejestrowanych prób użycia łodzi podwodnej Waszyngton wysłał „Żółwia” z nieudaną misją zatopienia okrętu flagowego Howe’a, HMS „Eagle”.
15 września generał Howe wylądował z 12 tysiącami ludzi na dolnym Manhattanie, szybko przejmując kontrolę nad Nowym Jorkiem. Amerykanie wycofali się do Harlemu, gdzie starli się z wrogiem następnego dnia, ale utrzymali swoje pozycje. Zamiast próbować wyprzeć Waszyngtona z dobrze bronionego miejsca po raz drugi, Howe zdecydował się na manewr oskrzydlający. Wylądowawszy w październiku w hrabstwie Westchester, pokonał wroga pod Pell's Point i po raz kolejny próbował okrążyć Waszyngtona. By do tego nie dopuścić, Waszyngton wycofał większą część armii do White Plains, skąd po krótkiej bitwie 28 października wycofywał się dalej na północ. Wojska kontynentalne na Manhattanie zostały odcięte – Howe powrócił na wyspę i zdobył Fort Washington w połowie listopada, biorąc prawie 3 tysiące jeńców.

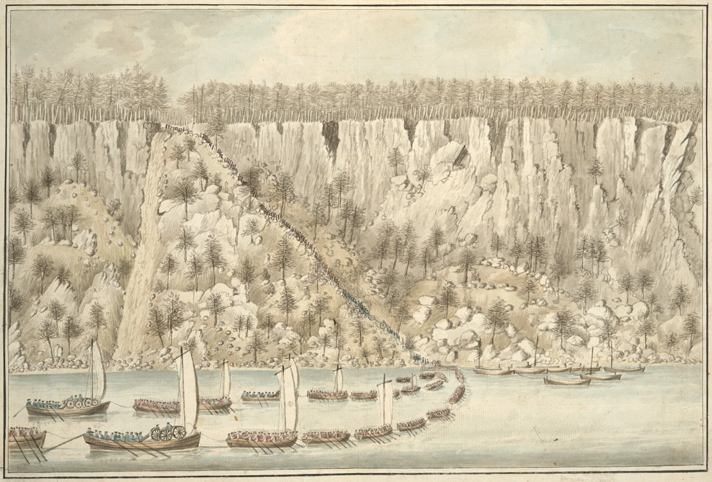
Brytyjskie lądowanie w pobliżu Fortu Lee w New Jersey. Akwarela przypisywana Thomasowi Daviesowi.

Cztery dni później 20 listopada padł znajdujący się po drugiej stronie Hudsonu Fort Lee. Waszyngton przeprawił większość swojej armii do New Jersey, lecz wobec agresywnych posunięć Brytyjczyków musiał się prędko wycofywać.
Wzmocniwszy brytyjskie pozycje wokół nowojorskiego portu, generał Howe odłączył 6 tysięcy ludzi pod dowództwem dwóch problematycznych podwładnych – Henry’ego Clintona oraz Hugh Percy’ego – aby zajęli Newport (co udało im się 8 grudnia bez wydawania bitwy). Za Waszyngtonem wysłał generała Charlesa Cornwallisa. Armia rebeliantów wycofała się przez Delaware do Pensylwanii.

## Reakcje
Widoki na sukces Armii Kontynentalnej, a tym samym całej rewolucji, były kiepskie. „Są momenty, które doświadczają ludzkie dusze” napisał Thomas Paine w „The American Crisis”. Armia Waszyngtona stopniała do mniej niż 5 tysięcy, a miała jeszcze zmaleć po zakończeniu okresu zaciągów pod koniec roku. Morale było słabe, poparcie dla sprawy malało, Kongres opuścił Filadelfię, obawiając się brytyjskiego ataku. Waszyngton rozkazał oddziałom – zarówno tym powracającym z nieudanej inwazji na Kanadę, jak i stacjonującej na północ od Nowego Jorku armii generała Lee – dołączyć do swoich wojsk. Lee, nieprzychylny Waszyngtonowi, opierał się i doszedł tylko do Morristown. 12 grudnia zatrzymał się w oddalonym o kilka mil od obozu swoich wojsk zajeździe, gdzie został pojmany przez brytyjski patrol konny , składający się z żołnierzy 16 Lekkiego Regimentu Konnego dowodzonego przez korneta Banastre’a Tarletona (lub Williama Harcourta). Dowództwo nad jego oddziałami przejął Sullivan, doprowadzając je do obozu Waszyngtona w Trenton.
Pochwycenie Lee stawiało braci Howe przed dylematem – podobnie jak inni dowódcy kontynentalni, Lee służył wcześniej w British Army. Z tego powodu potraktowali go jako dezertera, mającego podlegać odpowiedzialności karnej przed trybunałem wojskowym. Dopiero po interwencji Waszyngtona oraz rozkazach z Europy przyznali mu status jeńca wojennego. Więźnia osadzono w nowojorskim ratuszu i traktowano przyzwoicie. Tam też miał stworzyć plan pokonania armii rebeliantów, który przedłożył Howe'om. Ponieważ „patrioci” nie mieli na wymianę więźnia o porównywalnej randze, Lee przesiedział w Nowym Jorku do 1778 roku, kiedy wymieniono go na generała Richarda Prescotta.

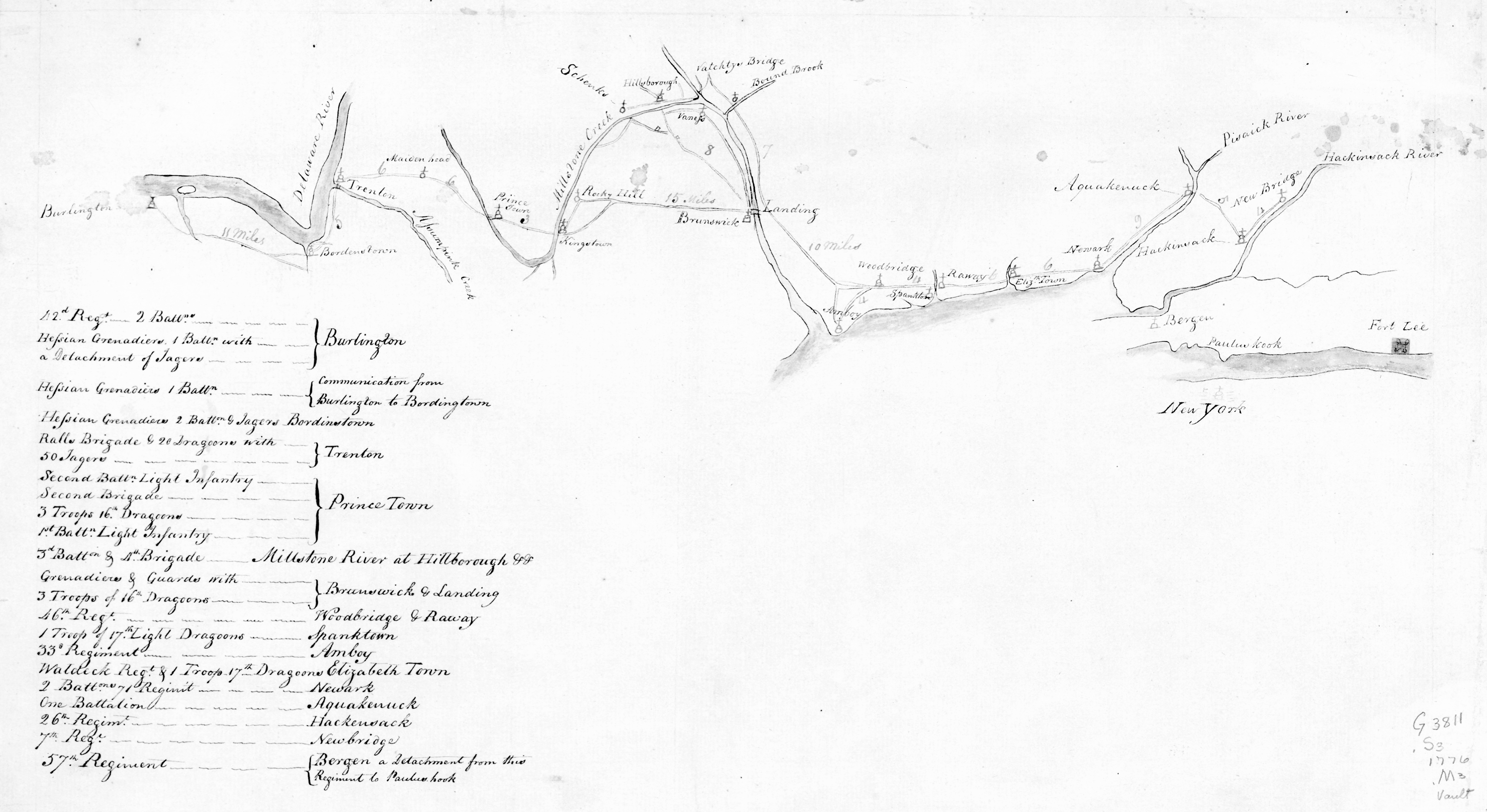
Naszkicowany ręcznie plan przedstawiający brytyjskie placówki w New Jersey. Północ po prawej stronie.

Utrata Nowego Jorku przyniosła także wzrost aktywności lojalistów; do miasta napływali też popierający koronę uchodźcy z innych kolonii. Brytyjczycy z powodzeniem prowadzili rekrutację mającą uzupełnić stany milicji kolonialnej. Dochodziło do sytuacji, w których żołnierze po skończeniu służby w Armii Kolonialnej wstępowali do regimentów lojalistów. 30 listopada admirał Howe obiecał amnestię wszystkim rebeliantom, którzy przysięgną służbę koronie. Waszyngton w odpowiedzi wydał własną proklamację – ci, którzy zdecydowanie nie odmówili takiej przysiędze, powinni natychmiast przystać do Brytyjczyków. W efekcie New Jersey stało się polem dla wojny domowej, wywiadu i kontrwywiadu do końca trwania konfliktu.
Wieści o pochwyceniu Nowego Jorku zostały dobrze przyjęte w Londynie; generał Howe otrzymał Order Łaźni. Równoczesne wieści o odzyskaniu Quebecu upewniły brytyjskich przywódców, iż wojna może zostać zakończona w ciągu jednego roku. Propozycję amnestii wydaną przez Howe’a przyjęto z zaskoczeniem, jako że jej warunki były bardziej pobłażliwe, niż zakładali rządowi zwolennicy twardej linii. Politycy krytykowali Howe’a za nieinformowanie parlamentu o próbach pokojowego rozwiązania konfliktu.

## Strategia Howe’a
Jako że kampania wyglądała na zakończoną, Brytyjczycy założyli ciąg placówek wojskowych ciągnący się od Perth Amboy do Bordertown i udali się na zimowe kwatery. Armia brytyjska kontrolowała większość Nowego Jorku i New Jersey, mając doskonałą pozycję do kontynuowania operacji na wiosnę, gdyż stolica rebeliantów, Filadelfia, leżała w ich zasięgu. Howe odłączył oddział 6 tysięcy ludzi pod generałem Clintonem, aby zajęli Newport, gdzie powstać miała baza do dalszych operacji przeciw Bostonowi i Connecticut. Howe w liście do ministra Germaina naszkicował plan kampanii: 10 tysięcy ludzi w Newport, 10 tysięcy w ekspedycji do Albany (aby uderzyć na armię powracającą z Quebecu), 8 tysięcy w New Jersey skierowane przeciw Filadelfii oraz 5 tysięcy do obrony Nowego Jorku. W wypadku dostępności sił zagranicznych można było podjąć operacje przeciw południowym stanom.

## Kontruderzenie Waszyngtona
Martwiąc się o utrzymanie jedności armii, Waszyngton przeprowadzał ataki na wystawione brytyjskie placówki. Niemieccy dowódcy Carl von Donop i Johann Rall, których brygady znajdowały się na końcu łańcucha placówek, często stanowili cel napadów, jednak ich prośby o wsparcie, skierowane do generała Jamesa Granta, pozostawały bez odpowiedzi.

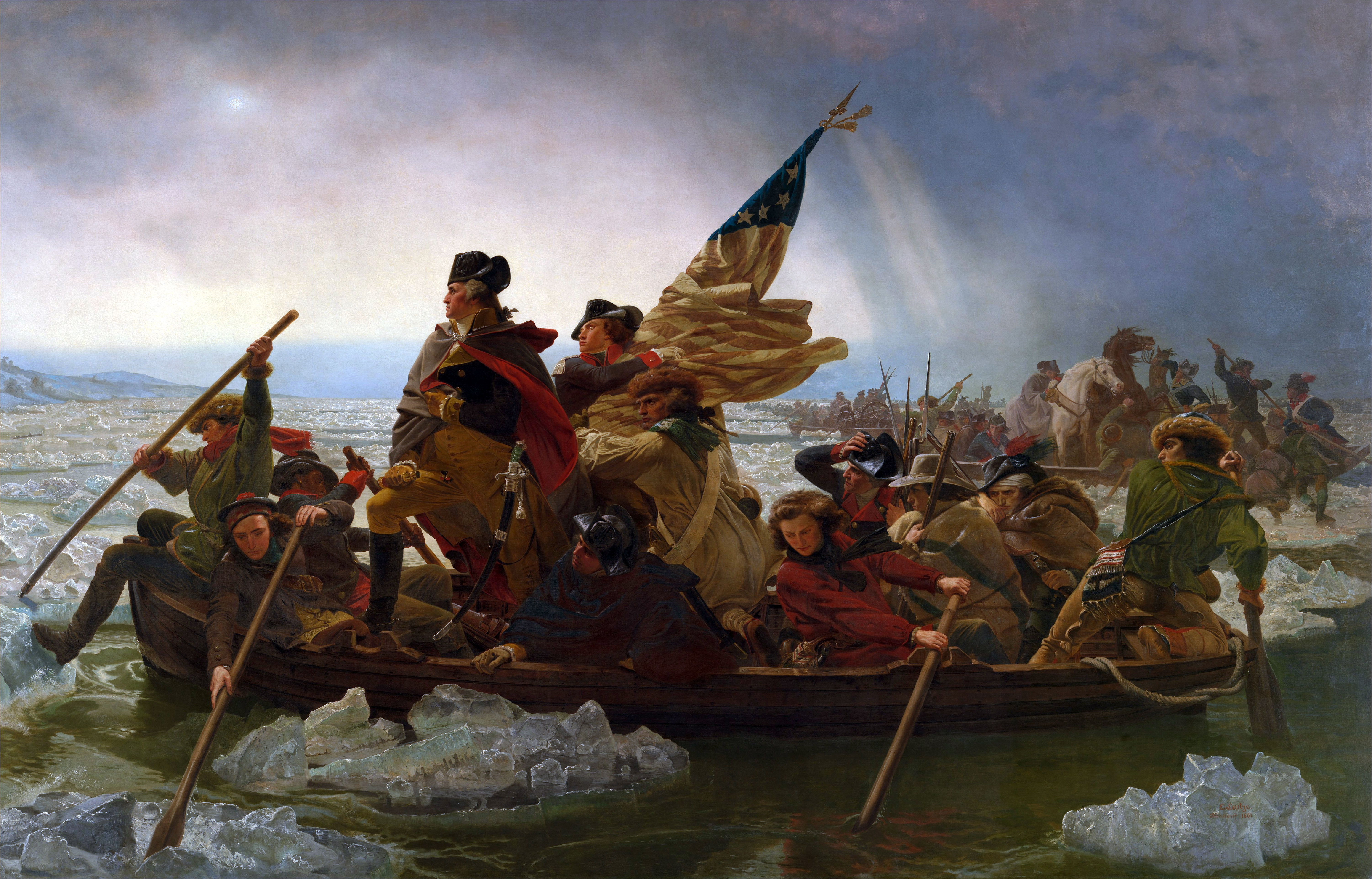
„Waszyngton przeprawia się przez rzekę Delaware” obraz Emanuela Leutzego.

Na połowę grudnia Waszyngton zaplanował dwukierunkowy atak na placówkę Ralla w Trenton, któremu towarzyszyć miało uderzenie dywersyjne na obóz Donopa w Bordentown. Plan brał pod uwagę szczęśliwy zbieg okoliczność – obecność milicji wywabiła cały liczący 2 tysiące ludzi oddział Donopa na południe od Bordentown; 23 grudnia doszło do bitwy pod Iron Works Hill. W konsekwencji Donop nie był w stanie przyjść na pomoc Rallowi, kiedy Waszyngton zaatakował Trenton. Nocą z 25 na 26 grudnia wraz z 2400 ludźmi potajemnie przekroczył Delaware i następnego ranka zaatakował Trenton, zabijając i biorąc w niewolę prawie tysiąc heskich żołnierzy. Bitwa podniosła morale rebelianckiej armii, ale wywabiła Cornwallisa z Nowego Jorku. Udało mu się zebrać armię liczącą 6000 ludzi i pomaszerować ku pozycjom Waszyngtona na południe od Trenton. 2 stycznia 1777 roku – pozostawiwszy garnizon 1200 ludzi w Princeton – zaatakował rebeliantów nad Assunpink Creek i został trzykrotnie odparty przed zapadnięciem zmierzchu. Nocą Waszyngton potajemnie obszedł armię Cornwallisa z zamiarem zaatakowania Princeton.
Wiodący awangardę „patriotów” Hugh Mercer napotkał brytyjskich żołnierzy z Princeton pod dowództwem Charlesa Mawhooda. Doszło do bitwy, w której został śmiertelnie ranny. Waszyngton nadesłał posiłki pod generałem Johnem Cadwaladerem, którym udało się wyprzeć Brytyjczyków z Princeton; wielu z nich dotarło do armii Cornwallisa w Trenton. Brytyjczycy utracili ponad jedną czwartą sił w tej bitwie, a morale rebeliantów znacznie się poprawiło.

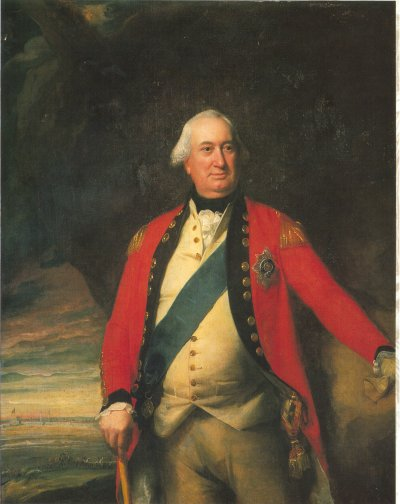
Generał Charles Cornwallis, obraz pędzla Johna Singletona Copleya

Przegrane przekonały generała Howe’a do wycofania większości wojsk z New Jersey, pozostawiając placówki w New Brunswick i Perth Amboy. Waszyngton, odbiwszy większą część stanu, udał się na leże zimowe w Morristown. Zapasy i zaopatrzenie były problemem dla obu armii – obie strony wysyłały grupy furażerów. Przez następne parę miesięcy trwała „wojna furażowa”. Lord Percy po serii nieporozumień z Howe’em zrezygnował z dowództwa; przedmiotem zatargu było dostarczanie zapasów przez obóz w Newport dla wojsk w Nowym Jorku i New Jersey.

## Następstwa
Brytyjczycy zdobyli kontrolę nad nowojorskim portem oraz otaczającymi go terenami wiejskimi; Nowy Jork i Long Island znajdowały się w ich rękach do końca wojny w 1783 roku. „Patrioci” ponieśli duże straty zarówno w ludziach, jak i sprzęcie, jednak Waszyngton zdołał utrzymać rdzeń armii i uniknąć walnej bitwy, która mogłaby zakończyć wojnę. Wygranymi potyczkami pod Trenton i Princeton odzyskał inicjatywę i podniósł morale. Tereny wokół Nowego Jorku, New Jersey i Connecticut pozostawały nieustanną areną walk do końca konfliktu.
Pierwsze raporty wysłane przez generała Howe’a do Londynu minimalizowały znaczenie przegranych potyczek, obwiniając Ralla za Trenton i próbując przedstawić Princeton jako udaną obronę. Nie wszyscy przystali na takie wytłumaczenie. Minister Germain w liście do heskiego generała Filipa Leopolda von Heistera pisał: „oficer, który dowodził [wojskami pod Trenton] i któremu to niepowodzenie można przypisać, przypłacił życiem swoją pochopność”. Heister musiał zameldować swojemu władcy, heskiemu landgrafowi Fryderykowi II, iż nie tylko utracił całą brygadę, ale i szesnaście sztandarów pułkowych i sześć dział. Fryderyk był wściekły i domagał się powrotu Heistera do Europy, co ten uczynił, przekazując dowództwo Wilhelmowi von Knyphausenowi. Landgraf zarządził dochodzenie dotyczące wydarzeń z 1776 roku, które trwało od 1778 do 1782 roku. Archiwum dokumentów pochodzących z procesu stanowi doskonałe źródło materiałów o kampanii.

## Kolejne kroki
Brytyjczycy zaplanowali dwie poważne operacje na rok 1777. Pierwszą był ambitny plan przejęcia kontroli na doliną Hudsonu – armia z Quebecu pod Johnem Burgoynem miała uderzyć wzdłuż jeziora Champlain. Kampania saratogańska okazała się nieudanym przedsięwzięciem i zakończyła w październiku kapitulacją Burgoyne’a. Drugą operacją był plan zdobycia Filadelfii zakończony sukcesem we wrześniu tego samego roku.

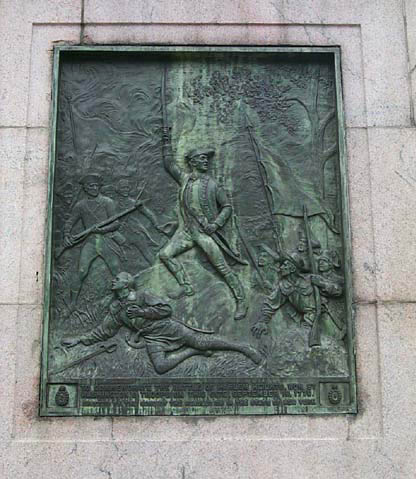
Tablica upamiętniająca bitwę na wzgórzach Harlemu, znajdująca się na wydziale matematyki Columbia University.

W 1777 roku strategia Waszyngtona polegała na obronie. Uniknął walnej bitwy, w jaką próbował go wikłać Howe w północnym New Jersey, ale nie zapobiegł przegranej przez rebeliantów kampanii filadelfijskiej. Wysłał zaopatrzenie generałowi Horacemu Gatesowi, którego zadaniem była obrona przed poczynaniami Burgoyne’a. Strzelcy generałów Arnolda i Morgana odegrali znaczącą rolę w pokonaniu Burgoyne’a, po którym to zdarzeniu do wojny włączyła się Francja.